# Max von Sandt

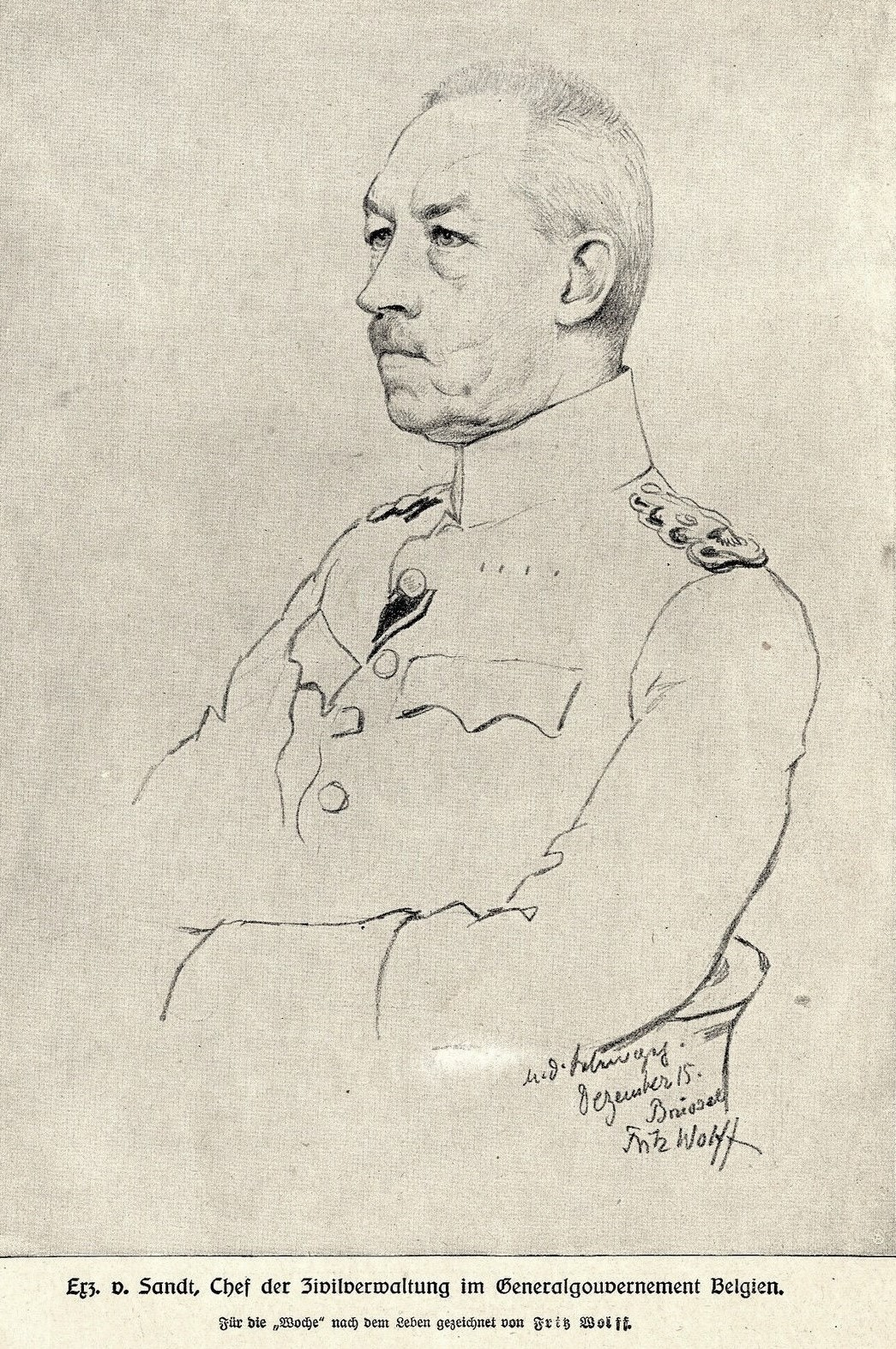
Max von Sandt (1915). Zeichnung von Fritz Wolff

Max von Sandt (* 23. Dezember 1861 in Bonn; † 29. Januar 1918 in Berlin) war ein deutscher Verwaltungsjurist und zuletzt Regierungspräsident in Aachen.

## Leben
Sandt war ein Sohn des Bonner Landrats Karl von Sandt (1826–1890). An der Kaiser-Wilhelms-Universität Straßburg immatrikulierte er sich für Rechtswissenschaft. 1880 wurde er wie Max von Oppenheim und Richard Remy im Corps Palatia Straßburg recipiert. Zugleich diente er als Einjährig-Freiwilliger beim Schleswig-Holsteinischen Ulanen-Regiment Nr. 15. Er wechselte an die Rheinische Friedrich-Wilhelms-Universität Bonn und wurde auch im Corps Palatia Bonn aktiv. 1882 bestand er das Referendarexamen. Als Regierungsreferendar wurde er in Düsseldorf und Merseburg eingesetzt. 1887 kam er als Regierungsassessor nach Frankfurt (Oder). 1888 trat er die Nachfolge seines Vaters als Landrat des Kreises Bonn an, zunächst als Verweser, dann definitiv. Sandt war Mitglied des Provinziallandtags und stellvertretendes Mitglied des Provinzialausschusses. Im Oktober 1905 wurde er zum Geheimen Regierungsrat und Vortragenden Rat im preußischen Ministerium des Innern ernannt. Im April 1907 wurde er Regierungspräsident für den Regierungsbezirk Aachen. 1914 wurde er nach der Eroberung großer Teile Belgiens im Ersten Weltkrieg Leiter der Zivilverwaltung des Generalgouvernements Belgien.
Max von Sandt liegt auf dem Alten Friedhof in Bonn begraben.